# Castel Ruggero (Bagno a Ripoli)

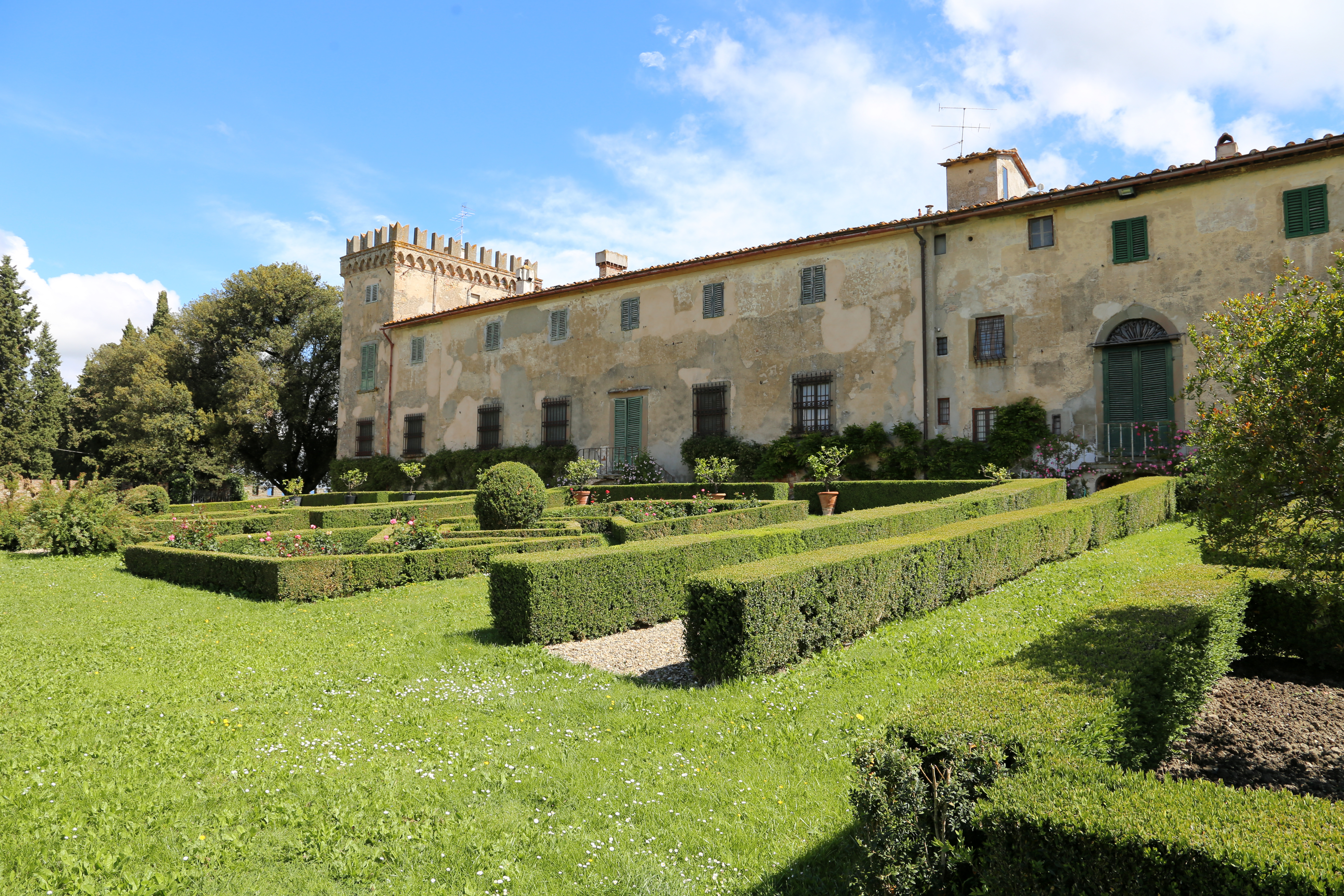
Castel Ruggero e i giardini geometrici

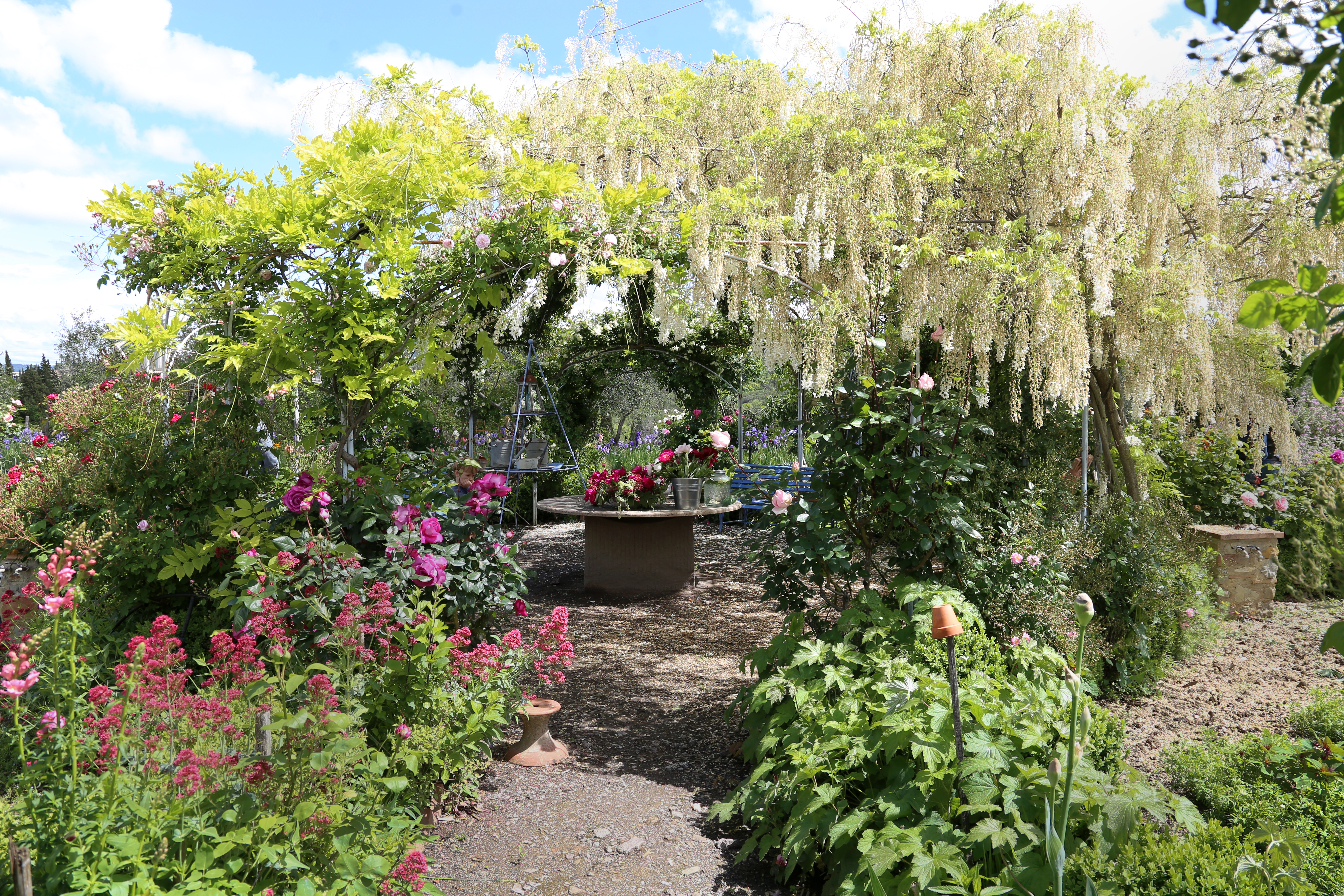
Pergolato nei giardini

Castel Ruggero è una villa sita nel Comune di Bagno a Ripoli, situata nell'omonima via, ai nn. 31-33. 

## Storia e descrizione

### Preesistenze
La prima urbanizzazione territoriale di Castel Ruggero è di epoca romana, più precisamente del periodo ellenistico, nella seconda metà del II secolo a.C. L’insediamento era allora adiacente al principale tracciato viario etrusco-romano, che più o meno corrisponde all’attuale via di Castel Ruggero, che dalla Capannuccia costeggia la villa per scendere poi a Meleto e risalire verso Sezzate. Resti di insediamenti rurali sono stati più volte rilevati e censiti dalla Soprintendenza Archeologica e i reperti rinvenuti sono oggi in parte conservati anche al museo di San Francesco a Greve in Chianti. Curiose le indicazioni che ne emergono: manufatti in terracotta, ma anche in argilla cruda, quindi destinati a fornaci, che certamente erano presenti vista la geologia particolarmente argillosa del territorio; ma poi anche pesi e ami per la pesca nell’Ema, e persino “tubuli” da riscaldamento, cioè cilindri di terracotta forati longitudinalmente per consentire, tramite il passaggio di acqua calda o fredda, un sofisticato sistema di riscaldamento invernale e raffrescamento estivo. Indubbiamente, la localizzazione sull’importante tracciato viario proveniente da sud, anche a seguito della fondazione di Firenze, ha ulteriormente consolidato gli insediamenti romani a Castel Ruggero fino a tutto il III secolo d.C., a servizio appunto della viabilità da e verso Firenze. 
Pochi i rilievi di epoca medievale. Forse non tanto stranamente pensando a quanto questa ultima fascia di terreno argilloso, prima dei monti del Chianti, crei problemi alla edificazione. Emanuele Repetti indica la località fortificata di “Castelruggeri” (nome forse d’origine longobarda), nella comunità di Bagno a Ripoli “con la quale l’altra di Greve cammina di conserva dal lato di settentrione, rimontando per Castelruggeri nei poggi di Val di Rubiana, donde dirigesi verso Montemassi.

### Il Rinascimento
L’attuale torre merlata della villa di Castel Ruggero parrebbe aver inglobato i resti di questo antico castellare, posto sul confine tra i due territori. La vicenda successiva, molto nota, è l’appartenenza secolare di Castel Ruggero alla famiglia Alamanni, fin dalla seconda metà del XV secolo. Il centro agricolo, indubbiamente di rilevante significato, venne costruito nella posizione in cui si trova attualmente, trasformando l’antico fortilizio in villa e dando a quest’ultima l’impronta architettonica che tuttora in gran parte conserva. Gli Alamanni vi risiedettero fra il ‘400 e il ‘600: non soltanto Piero Alamanni, illustre uomo politico fiorentino e ambasciatore della Repubblica (celebre la sua ambasciata presso Gian Galeazzo Visconti nel 1487), ma anche l’ancor più illustre suo figlio, Luigi. Questo straordinario personaggio, grande umanista e poeta di ancor più grande fama, fu storico e uomo politico di profonda devozione repubblicana. Questa gli costò, alla caduta della Repubblica e all’instaurarsi del Principato Mediceo, nel 1530, l’esilio perpetuo in Francia. Luigi, appassionato di agricoltura, che ben aveva osservato e indubbiamente praticato nelle sue proprietà di Castel Ruggero, completò lontano da Firenze la sua opera più celebre, il poema “Le Coltivazioni”, iniziato in gioventù ed edito a Parigi nel 1546, con dedica al re di Francia, Francesco I. Si tratta di un vero e proprio manuale di agricoltura, ma in rime di endecasillabi sciolti, e in lingua toscana, a imitazione delle “Georgiche” virgiliane e del poema di Lucrezio “De rerum natura”. È considerato dai linguisti un classico della lingua e della poesia italiana e, in campo scientifico, il primo testo organico ed esaustivo che si conosca, di gestione agraria del territorio in età rinascimentale. 

### Vicende successive
Dopo l’esilio di Luigi, gli Alamanni continuano a mantenere la proprietà di Castel Ruggero (e non solo, avendo ampi possedimenti nel territorio), fino all’estinzione della casata. Nel corso del Seicento, Castel Ruggero passò, insieme al resto del patrimonio, appunto in un ramo dei Niccolini. La villa assunse probabilmente alla fine del XVII secolo un assetto simile all’attuale: la galleria d’ingresso con un sistema di archi ciechi sorretti da pilastri; una diramazione che conduce ai piani superiori e la grande zona giorno affacciata sul giardino all’italiana. La facciata bassa e lunga, disposta a elle su due fronti, accentua, con la cappella e il muro festonato, l’aspetto della villa toscana di quell’epoca: la struttura è semplice, interrotta alla fine da una torre merlata. La planimetria attuale è riconoscibile nel Campione di tutte le strade comunitative di Bagno a Ripoli del 1774 e in cabrei precedenti, ma si notano delle incongruenze interessanti. Nel 1774 la fattoria de Le Macchie - nome che si mescola storicamente già in antico con quello Castel Ruggero pur essendo la stessa cosa – risulta appartenere (forse per un lascito) ai padri di Santa Maria Novella e risulta posta “…mezza nella comunità di Bagno a Ripoli e mezza in quella di Greve”. In questo caso, “mezza” va intesa proprio in senso letterale perché, a giudicare dalla mappa, la strada – ossia la vecchia strada romana – passa proprio attraverso la villa, che sembra quasi imporre una giurisdizione sul confine.  

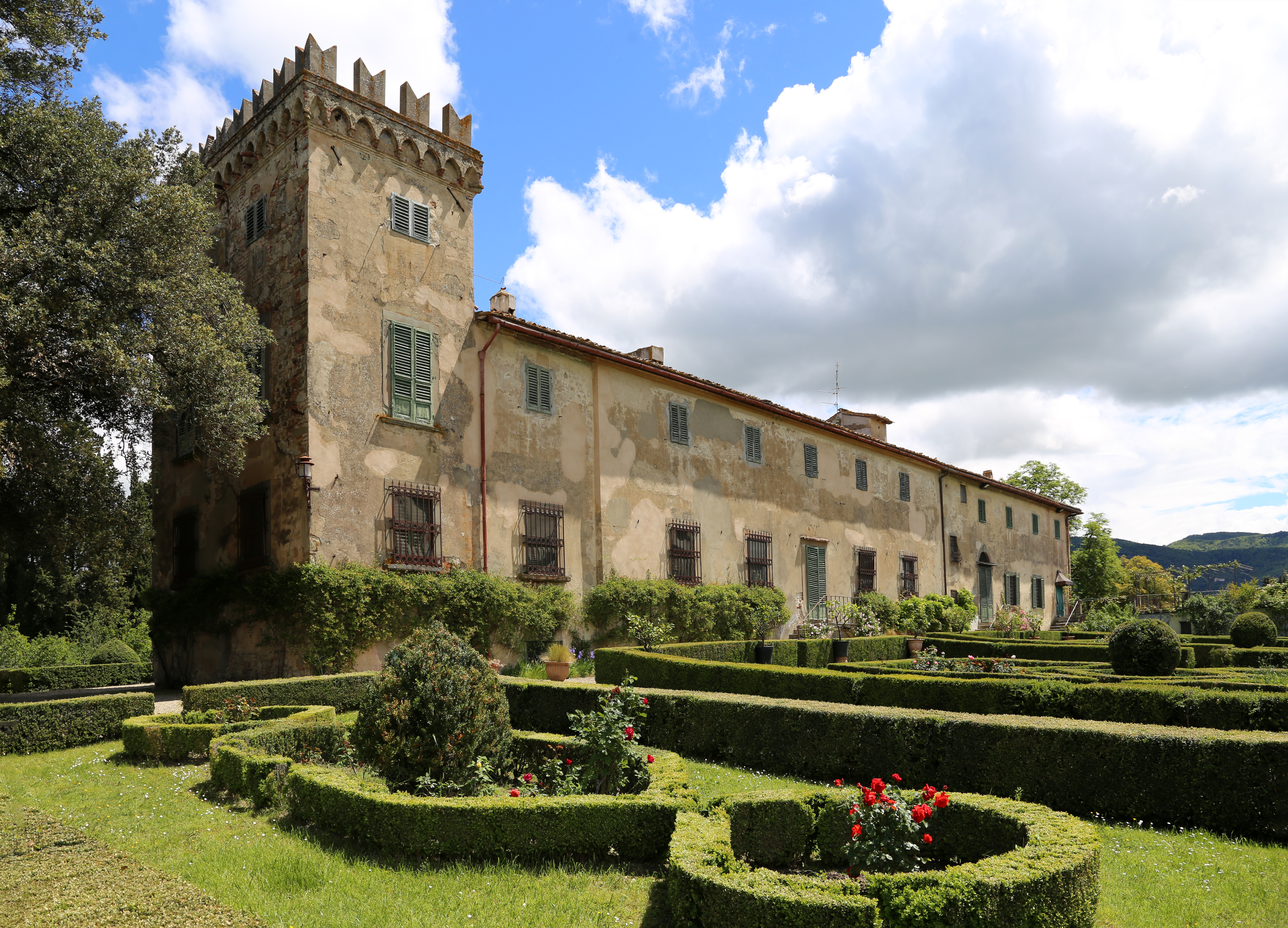
Veduta con una delle torri

Certamente però l’opulenta comunità domenicana di Santa Maria Novella (della cui presenza a Castel Ruggero non conosciamo i termini esatti, se di effettiva proprietà, oppure solo di lungo affitto, secondo le complicatissime forme giuridiche del tempo), operava sul territorio agricolo più che occuparsi di gabelle, di transito e di diritti di passo. Sempre stando alla mappa, la villa a quel tempo aveva un assetto più articolato dalla parte dell’attuale piazzale, che risultava in parte coperto e più edificato. Al momento del censimento del Catasto Lorenese del 1834, la villa e buona parte del resto dell’attuale fattoria risultano intestate a Ruggero Luigi Buccellato. Sembra comunque abbastanza certa la non entusiasmante qualità “sociale” della proprietà Buccellato, che viene definito come “tipica figura di affarista dei tempi moderni, noto fin dai primi del 1796 in un’accomandita che opera su ogni genere di negoziazione, comprese operazioni cambiarie e banca privata di sconto”, più o meno un usuraio. È probabile comunque che l’antico toponimo longobardo di Castelruggeri, allora appena rispolverato dal dizionario del Repetti (edito nel 1835), abbia suggerito a Ruggero Buccellato di rimetterlo definitivamente in auge, anche in omaggio al proprio nome. Gli eredi Buccellato, confluiti nei Fonseca, vendettero Castel Ruggero nel 1862. A questo punto si susseguono una serie di cambi di proprietà ravvicinati, indicati da Guido Carocci nei Dintorni di Firenze, che fanno pensare ad un utilizzo di Castel Ruggero come bene di scambio finanziario, in un periodo unitario di dismissioni frequenti di proprietà agricole in favore di investimenti industriali. Questo naturalmente avvenne a maggior ragione negli anni subito precedenti il 1865, quando Firenze fu brevemente capitale d'Italia e si poteva sperare in un suo immenso e rapido sviluppo, che invece non ci fu.  
A questo punto seguono tre proprietà che hanno avuto tempo e modo di incidere su Castel Ruggero. I Walter acquistano nel 1866 e la mantengono fino al 1900, quando la proprietà passò ai Brichieri Colombi, che la tennero fino al 1914 (trasferendo i loro defunti nella cappellina della villa, che ne conserva le lapidi). Il successivo titolare è un inglese, Thomas Phillip Price, che ne fu proprietario fino al 1926 e che unificò le tenute di Castel Ruggero e Mezzano, possedendole entrambe. Gli interventi strutturali sulla villa, certamente operati nell’ambito di queste tre proprietà, quindi tra il 1866 e il 1926, sono abbastanza evidenti: gli stipiti in pietra, i camini, molti soffitti a cassettone, le porte spesso con le maniglie di bronzo, tutto all’interno della villa sembra ripristinato accuratamente e in parte anche rifatto con scrupolo filologico e grande gusto antiquario. Lo stesso può dirsi anche per gli assetti architettonici esterni. Le modifiche che pure si individuano nel complesso della villa, sembrano riferibili soprattutto alla passione antiquaria e rinascimentale di un gentiluomo inglese, ma forse anche causate da eventi traumatici che abbiano creato crolli diffusi poi ricostruiti: in effetti, risulterebbe conservata al Louvre un’immagine, attribuita all’inizio del XIX secolo, di una villa con tre torri molto simile a Castel Ruggero; e d’altro canto si registrano violenti terremoti nel 1911, scala Richter 5.14, con epicentro nelle colline del Chianti; ed un sisma precedente, nel 1896, che provocò gravi distruzioni nei castelli di Sezzate e Mugnana, a pochissima distanza da Castel Ruggero. Nel 1929 Folco Pecchioli, acquistò villa e fattoria da Guido Visconti di Modrone, che ne era stato brevemente proprietario. Con Folco Pecchioli, iniziano interventi di recupero agricolo di enorme livello e proporzione, con una concezione decisamente imprenditoriale e già quasi industriale della gestione del territorio. In epoca bellica, nel 1942, all’interno del complesso della villa e tuttora esistente sebbene non più in funzione, viene imprevedibilmente costruito il nuovo frantoio industriale della Veraci (ditta che apparteneva allora allo stesso Folco Pecchioli, poi diventata Pieralisi).  

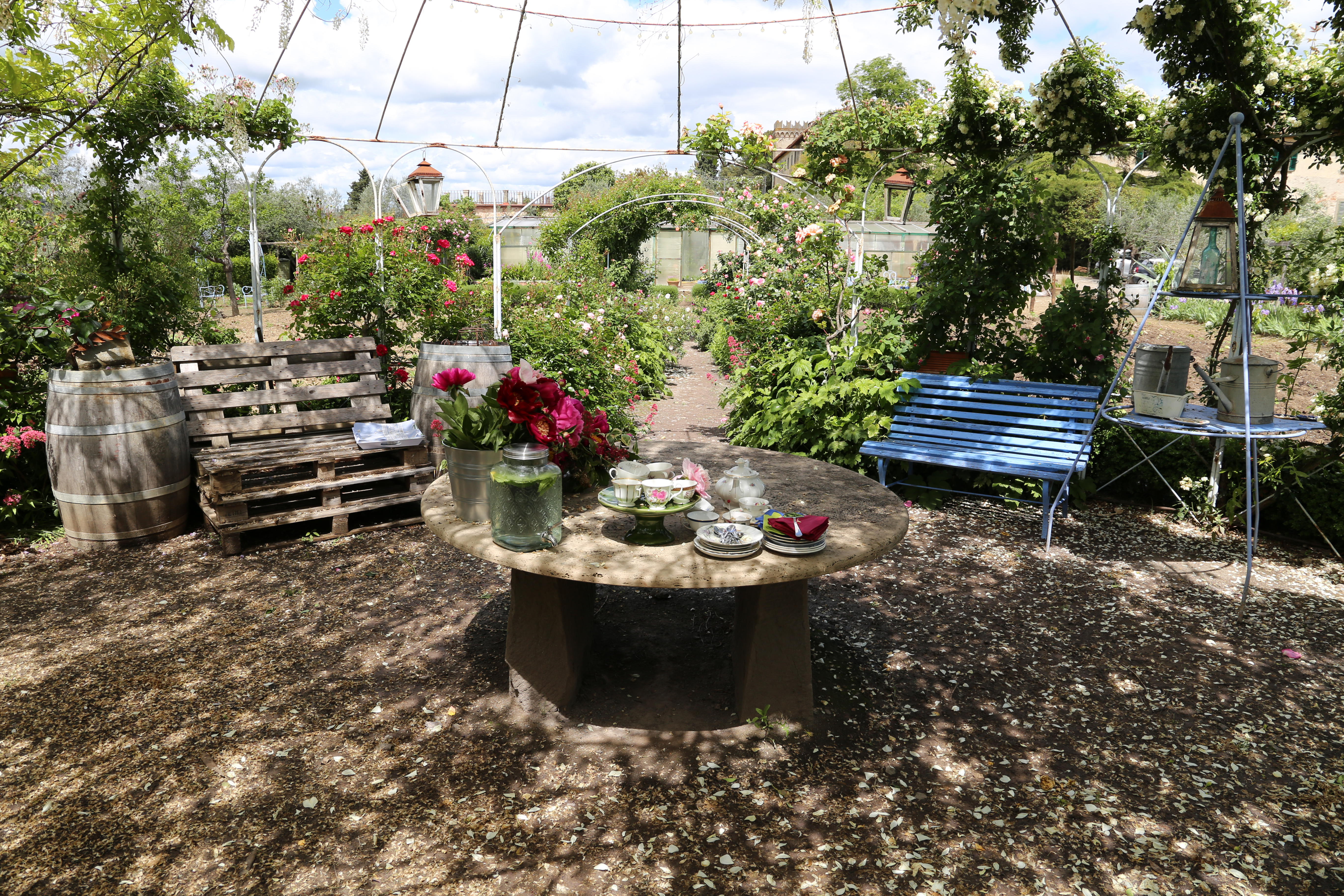
I giardini

Nel 1967-68, villa e fattoria furono divise a metà fra le due figlie di Folco Pecchioli, Lidia Elena, sposata Pellegrini, e Ilda, sposata D’Afflitto. Ne nacquero due diverse aziende, che tuttora “convivono” all’interno del territorio dell’antica Fattoria di Castel Ruggero e cercano di mantenerne le tradizioni. Negli anni Settanta prima, sulla proprietà Pellegrini, e negli anni Novanta poi, in quella d’Afflitto, vengono impiantati importanti vigneti specializzati di nuova concezione. Attualmente la proprietà è, per la parte che fu di Lidia Elena Pecchioli, passata al figlio Folco Lorenzo Pellegrini, mentre la parte che fu di Ilda Pecchioli al figlio Nicolò d’Afflitto, che ha rilevato nel 2019 la parte della sorella Camilla d’Afflitto.
A fianco delle colture tradizionali della vite e dell'olivo, sono stati impiantati un grande orto per la coltivazione di ortaggi freschi, frutta da conserve e fiori da vaso e recisi. Accanto al tradizionale giardino all'italiana sono stati infatti creati in anni recenti, a partire da un terreno incolto a sud della villa, un giardino ispirato a quelli francesi di Villandry (con nove aiuole ramificate attorno a due pergole centrali, ciascuna dedicata a una diversa famiglia botanica), un orto biologico, una serra-vivaio e alcune coltivazioni singolari, come una cospicua collezione di peonie, con varietà provenienti tanto dall'Europa che dall'Asia.